# Taqaddom
Taqaddum (« avancée ») est une coalition civile au Soudan rassemblant des partis politiques, des syndicats et des organisations de la société civile parties prenantes dans la révolution soudanaise de 2018-2019, et impliqués dans les négociations de paix dans le cadre du conflit soudanais de 2023-2024.
Cette coalition est fondée en octobre 2023 à Addis-Abeba, capitale de l'Ethiopie, et est dirigée par l'ancien Premier ministre soudanais Abdallah Hamdok.
Le 2 janvier 2024, Taqaddom signe un accord avec l’un des deux belligérant, le général Mohamed Hamdan Dogolo à la tête des Forces de soutien rapide. En raison de cet accord, Taqadum, accusée par l'armée soudanaise d'être une façade politique pour les FSR, tandis que la coalition civile accuse à son tour les islamistes de la vieille garde de Béchir d'utiliser l'armée pour reprendre le pouvoir.
Le 27 mai, la coalition Taqaddum entame en Éthiopie une réunion de quatre jours regroupant des représentants de la plupart des partis politiques soudanais afin d'élaborer un programme politique alternatif pour la fin de la guerre, et définir un plan d’action humanitaire précis pour venir en aide à la population. Pendant ces quatre jours, 600 membres de Taqaddum, issus des 18 États du Soudan s'y réunissent, afin de former « le plus large front civil, pour mettre fin à la guerre et obtenir la paix ». Mais les dirigeants du front civil ne parviennent pas à rallier le Mouvement populaire de libération du Soudan Nord, le Parti démocratique unioniste , ni le parti communiste soudanais.
Début 2025, la coalition se fracture en deux mouvements en raison de deux visions opposées sur la question de la formation d'un gouvernement parallèle dans les zones contrôlées par les FSR, soutenus par une faction de Taqaddum. Chacun des deux mouvements a une structure politique et organisationnelle séparée afin d'appliquer sa propre vision de la guerre, des moyens d'y mettre fin, et d'établir un régime civil et démocratique. En outre, chacun déclare opérer sous un nouveau nom, ce qui signe  la dissolution de Taqaddum.